# Zee News
Zee News est une chaîne d'information indienne de droite en langue hindi appartenant au Essel Group de Subhash Chandra. Elle a été lancée le 27 août 1999 et est la chaîne phare de Zee Media Corporation (en),.

## Histoire
Zee Media Corporation Limited (anciennement Zee News Ltd.) est fondée par Essel Group. et elle est constituée le 27 août 1999 sous le nom de Zee Sports Ltd. C'était une filiale de Zee Telefilms Ltd (rebaptisée plus tard Zee Entertainment Enterprises). La société est réincorporée[Quoi ?] le 27 mai 2004 sous le nom de Zee News Ltd. Elle est scindée en société distincte du groupe Essel en 2006. En 2013, Zee News Ltd a changé son nom en Zee Media Corporation Limited.
Le président du groupe est Subhash Chandra, qui est un membre du Rajya Sabha soutenu par le Bharatiya Janata Party.

## Identité visuelle

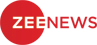
Logo de Zee News de 2017 à 2025
Logo de Zee News depuis 2025